# East Butterwick
East Butterwick – wieś i civil parish w Anglii, w Lincolnshire, w dystrykcie (unitary authority) North Lincolnshire. W 2011 roku civil parish liczyła 135 mieszkańców.